# Neus Torbisco-Casals
Maria Neus Torbisco-Casals (Igualada, 1970) és una doctora en Dret i experta en drets humans catalana. Professora de Filosofia del Dret a la Universitat Pompeu Fabra, la seva recerca se centra en la filosofia moral, política i jurídica en general, així com en la teoria constitucional, els drets humans i els estudis de gènere i de les migracions. Ha fet diverses estades de recerca al Canadà, país on va desenvolupar part de la seva tesi doctoral sota la supervisió del professor Will Kymlicka. Des de l'obtenció del seu doctorat a la Universitat Pompeu Fabra l'any 2000, ha estat professora visitant en diverses universitats estrangeres, com ara la Queen's University (Canadà), la Universitat de Puerto Rico i la Universitat de Nova York. Del 2007 al 2009, va ser Academic Visitor a la London School of Economics i, del 2011 al 2012, va ser professora visitant a la Harvard Law School. És autora de l'obra Group Rights as Human Rights: A Liberal Approach to Multiculturalism (Springer, 2006) i, més recentment, de Multiculturalism, Identity Claims and Human Rights: From Politics to the Courts (Journal of Law&Ethics of Human Rights, 2015).
El març de 2018 va formar part de l'equip d'advocats internacionals Ben Emmerson que va presentar una demanda contra l'estat espanyol davant del Comitè dels Drets Humans de les Nacions Unides amb relació a la defensa de Carles Puigdemont. El gener del 2019 era responsable d'acció jurídica del Consell per la República i, el 2021, membre del consell de govern.
Des de febrer de 2022 és vocal de la junta d'Òmnium Cultural presidida per Xavier Antich.